# Equity Tournament
L'Equity Tournament è stato un torneo di tennis facente parte dello USLTA Indoor Circuit giocato dal 1972 al 1975 a Washington negli Stati Uniti.

## Albo d'oro

### Singolare
| Anno | Vincitore             | Finalista     | Punteggio               |
| ---- | --------------------- | ------------- | ----------------------- |
| 1972 | Stan Smith            | Jimmy Connors | 4–6, 6–1, 6–3, 4–6, 6–1 |
| 1973 | Ilie Năstase          | Jimmy Connors | 4–6, 6–2, 7–5, 6–2      |
| 1974 | Vijay Amritraj        | Karl Meiler   | 6–4, 6–3                |
| 1975 | Aleksandre Met'reveli | Haroon Rahim  | 6–3, 7–5                |

### Doppio
| Anno | Vincitori                 | Finalisti                  | Punteggio |
| ---- | ------------------------- | -------------------------- | --------- |
| 1972 | Tom Edlefsen Cliff Richey | Clark Graebner Thomaz Koch | 6–4, 6–3  |